# Regierender Bürgermeister

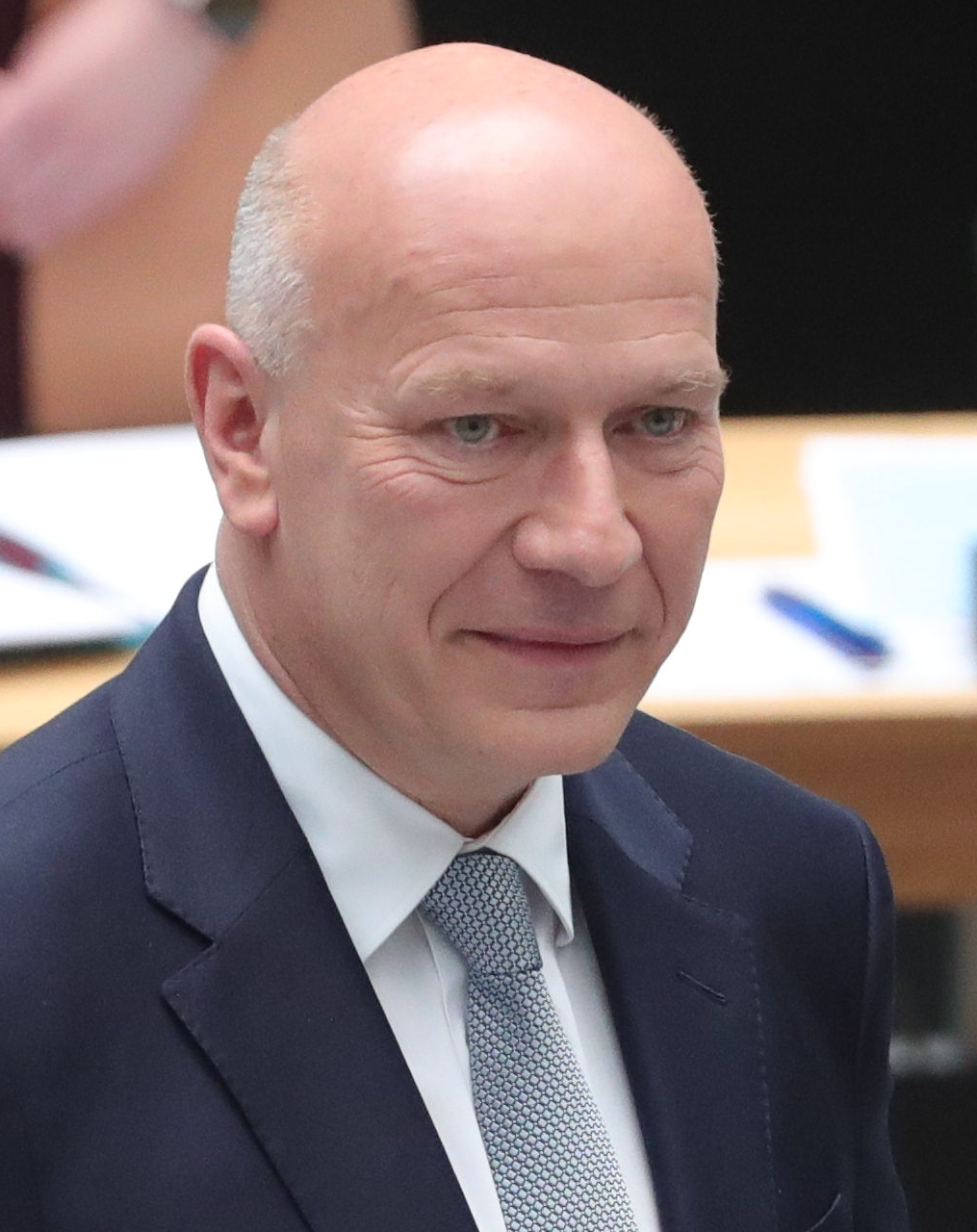
Kai Wegner, huidige Regierender Bürgermeister van Berlijn

Regierender Bürgermeister (regerend burgemeester) is de titel van de burgemeester van de Duitse hoofdstad Berlijn. Hij of zij is de voorzitter van de stadsregering (de Senaat genaamd), die verder uit maximaal acht senatoren bestaat. Aangezien Berlijn binnen Duitsland een zelfstandige deelstaat vormt, is de functie van de Regierender Bürgermeister vergelijkbaar met die van minister-president van de andere Duitse bondslanden. Daarnaast voert hij of zij binnen de stad Berlijn de gebruikelijke burgemeesterstaken uit. De huidige Regierende Bürgermeister van Berlijn is Kai Wegner (CDU).
De Regierender Bürgermeister wordt, zoals vastgelegd in artikel 56 van de Berlijnse Grondwet, met meerderheid van stemmen gekozen door het Abgeordnetenhaus, de Berlijnse volksvertegenwoordiging. De Regierender Bürgermeister benoemt de bewindspersonen (senatoren), van wie er twee aangewezen worden als zijn of haar plaatsvervanger (de zogenaamde Bürgermeister). De Regierender Bürgermeister van Berlijn beschikt over de zogenaamde Richtlinienkompetenz, wat inhoudt dat hij of zij zelfstandig politieke beslissingen kan nemen.
Vóór de Berlijnse parlementsverkiezingen van 2006 had de Regierender Bürgemeister een minder machtige positie. De senatoren werden op voordracht van de Regierender Bürgermeister gekozen door het Abgeordnetenhaus en de Berlijnse burgemeester beschikte slechts over een beperkte vorm van Richtlinienkompetenz. Door een wijziging van de Berlijnse grondwet in 2006 heeft de Regierender Bürgermeister sindsdien dezelfde bevoegdheden als de regeringsleiders van de andere Duitse deelstaten.
Voor de Tweede Wereldoorlog werd de Berlijnse burgemeester Oberbürgermeister genoemd. Nadat de Sovjet-Russische bezettingsmacht in 1948 een Oberbürgermeister in Oost-Berlijn benoemde, koos men in 1950 in West-Berlijn voor de titel Regierender Bürgermeister. Na de hereniging van de stad in 1990 hield men deze laatstgenoemde titel in stand.
Aan het hoofd van de twaalf districten van Berlijn staat eveneens een burgemeester. Aangezien deze districten geen zelfstandige gemeenten vormen, gaat het daarbij niet om burgemeesters in klassieke zin.